# Günter Köcher
Günter „Kö“ Köcher (* 26. März 1948 in Ortenberg (Hessen); † Januar 2020) war ein  deutscher Tischtennisspieler und -funktionär. Er war deutscher Vizemeister im Doppel und Teilnehmer einer Weltmeisterschaft.

## Spieler
Köcher sammelte erste internationale Erfahrungen beim Jugendländerkampf im Dezember 1963 im französischen Lille. Bei den Internationalen Jugendmeisterschaften von England gewann er 1965 den Titel im Mixed an der Seite von Jutta Krüger (TTC Blau-Gold Berlin). 1964 gewann er die deutsche Jugendmeisterschaft im Doppel mit Horst Giehsel (TTC Neuses). Ein Jahr später verteidigten die beiden den Titel. 1967 gewann er mit der hessischen Auswahl den Deutschlandpokal. 
1966 nahm er an der Europameisterschaft in den Individualwettbewerben teil. 1969 holte er bei der nationalen Deutschen Meisterschaft der Herren Bronze im Mixed mit Christa Rühl (Eintracht Frankfurt). In diesem Jahr wurde er vom DTTB für die Individualwettbewerbe der Weltmeisterschaft in München nominiert. Ein starkes Doppel bildete er mit Klaus Schmittinger (Eintracht Frankfurt), mit dem er bei der deutschen Meisterschaft 1971 Vierter und 1972 Vizemeister wurde. 
Sein erfolgreichstes Jahr war 1971, als er bei der deutschen Meisterschaft Platz 3 und im DTTB-Ranglistenturnier TOP-12 Platz 2 belegte. In diesem Jahr wurde er in der nationalen Rangliste auf Platz 5 geführt. Daher war er enttäuscht, dass er zur WM 1971 nicht berücksichtigt wurde.
Zwischen 1966 und 1971 bestritt Köcher drei Länderspiele. Bei seinem ersten Einsatz im Oktober 1966 in Bad Homburg gegen Ungarn verlor er beide Einzel. Bis 1967 spielte er im Verein PPC Neu Isenburg. Danach trat er bis 1978 mit Eintracht Frankfurt in der Bundesliga an, ehe er wieder zum PPC Neu Isenburg zurückkehrte.

## Funktionär
1972 gab Köcher seinen Dienst als Postbeamter auf. Seitdem arbeitete er als Jugendsekretär beim Deutschen Tischtennis-Bund DTTB. Er betreute Lehrgänge und Turniere für den Nachwuchs. Im März 2009 erlitt Köcher einen Schlaganfall. Seitdem konnte er seiner beruflichen Tätigkeit nicht mehr nachgehen und wurde deshalb im Mai 2010 vom DTTB offiziell verabschiedet. Im Januar 2020 starb er im Alter von 71 Jahren.

## Privat
Köcher war verheiratet mit Irma Köcher und hatte zwei Söhne. Im März 2009 erlitt er einen Schlaganfall und war seit 2010 im Vorruhestand.

## Turnierergebnisse
| Verband | Veranstaltung     | Jahr | Ort     | Land | Einzel     | Doppel    | Mixed | Team |
| ------- | ----------------- | ---- | ------- | ---- | ---------- | --------- | ----- | ---- |
| FRG     | Weltmeisterschaft | 1969 | München | FRG  | letzte 128 | letzte 64 | Qual  |      |